# The Price of Greatness
The Price of Greatness (El precio de la grandeza en Latinoamérica y España) es el noveno episodio de la segunda temporada de la serie de drama y ciencia ficción de TNT, Falling Skies, fue escrito por Mark Verheiden y dirigido por Adam Kane y salió al aire el 12 de agosto de 2012 en E.U.
La 2nd Mass conoce caras nuevas. Tom se encuentra con un antiguo mentor suyo, mientras que Maggie se da cuenta de que Pope no debe seguir en el grupo y Tector se aferra a su pasado como militar. La resistencia descubre que tal vez ir a Charleston haya sido un error.

## Argumento
El Coronel Porter lleva a la 2nd Mass al nuevo refugio, que se trata de un centro comercial subterráneo, el cual fue construido antes de la invasión y que se ve destruido desde el exterior, donde hay cientos de personas esperando por ellos, que los reciben con aplausos y comida caliente, ahí mismo, el Capitán Weaver se encuentra con su hija, Jeanne. Weaver le pregunta por Diego y el resto de los Lost Boys; Jeanne le dice que Diego lo arruinó todo. Mientras que Pope les asegura a sus Berserkers que tiene planes de irse pronto.
Tom se encuentra con un viejo profesor suyo, Arthur Manchester, quien se hace llamar "líder de la mayoría" ya que el término "Presidente" le resulta muy presuntuoso. Tom le da a Manchester la lista que Matt le dio; en la lista, están los nombres de todos los miembros de la 2nd Mass y las tareas que realizan. Arthur se compromete a encontrarle un lugar a todos.
Weaver y Tector, acompañados de Porter, se reúnen con el General Bressler. Weaver se sorprende cuando Tector da su rango en los Marines. Weaver, le muestra en un mapa a Bressler donde han visto extraterrestres y le ofrece a sus exploradores, pero Bressler dice que no será necesario y despide a Porter. Bressler explica que los Skitters piensan Charleston ha sido destruido, por lo que la autoridad civil ha decidido alejarse de los aliens y darles ninguna razón para volver. Bressler explica que Manchester comenzó a construir su poder desde temprano, cuando la nueva civilización se estaba formando y que tiene muchos afectos. Hal entra corriendo. Weaver encuentra a Tom en medio de un grupo de gente gritando. Tom está discutiendo con un miembro del nuevo ejército llamado Clemons, quien tiene la orden de tomar las armas de la 2nd Mass y dividirlos en diferentes unidades de vivienda. Porter explica que ellos guardan las armas en un lugar y tema de acuerdo a la misión, pero que va a dar marcha atrás, si Weaver está en desacuerdo. Weaver está de acuerdo con Porter y Tom se une a la decisión, diciendo que tienen que empezar a pensar más allá de la 2nd Mass y comienzan a entregar sus armas.
Al día siguiente, Tom y Anne son despertados cuando les entregan el "diario" de Charleston, junto con una invitación para reunirse con Manchester para Tom y la notificación de un empleo en el hospital para Anne, junto con Lourdes.
Manchester tiene visiones de un nuevo gobierno, desde el principio. Él quiere un nuevo sistema político, para un mundo posterior a la invasión. Él los compara con Washington y Jefferson. Manchester explica que hay un voto de confianza en su futuro liderazgo y que quiere que Tom esté con él. Tom le dice acerca de los extraterrestres rebeldes y sugiere que aliarse con ellos. Manchester le dice que no quiere que diga otra palabra, ya que podría inducir pánico.
Weaver vuelve a encontrarse con su hija y le pregunta lo que pasó realmente con Diego y los otros niños. Jeanne le cuenta que pocos días después de abandonar la 2nd Mass, los Skitters atacaron su refugio, por lo que decidieron separarse y reunirse al día siguiente, sin embargo, ninguno de los otros niños apareció, por lo que ella decidió ir a Charleston después de esperarlos un tiempo y no tener noticias de ellos. También le cuenta que le pidió ayuda a Manchester para irlos a buscar pero él se negó. 
Anne se reporta al hospital y tiene un problema con el encargado. Más tarde, se reúne con Tom para comer y Jeanne les dice que hay algo mal en toda "la perfección" que aparentan los habitantes del lugar, Anne y Tom están de acuerdo.
Pope y los Berserkers intentan robar las armas de su depósito, sin embargo, Maggie los descubre y los obliga a dejarlas pero una unidad del ejército los descubre y los arresta a todos. Más tarde, Pope es llevado ante Arthur, quien le ofrece una buena cena para que hable lo que sepa contra Tom, sin embargo, Pope le responde que si alguien va derrumbar a Tom será él mismo y nadie más.
Un chico sin arnés llega pidiendo hablar con Tom, diciendo que tiene noticias sobre la rebelión Skitter, le dice que el Skitter del Ojo Rojo está cerca y quiere reunirse con él, Tom acepta ir, pero Arthur lo prohíbe y aunque tratan de asistir a escondidas, el General Bressler los apresa y los encierra por órdenes de Mánchester. Más tarde, los miembros de la 2nd Mass son liberados por el propio Bressler, quien ha apresado a Manchester, diciendo que ahora la ciudad está bajo la ley marcial. Pope felicita irónicamente a Tom, diciéndole que ha formado parte de "un pasado de moda y buen golpe de Estado".

## Elenco
| - Noah Wyle como Tom Mason. - Moon Bloodgood como Anne Glass. - Drew Roy como Hal Mason. - Maxim Knight como Matt Mason. - Seychelle Gabriel como Lourdes Delgado. - Peter Shinkoda como Dai. - Sarah Sanguin Carter como Maggie. - Mpho Koahu como Anthony. - Colin Cunningham como John Pope. - Will Patton como Capitán Weaver. | - Ryan Robbins como Tector. - Lucina Carro como Crazy Lee. - Brad Kelly como Lyle. - Laci Mailey como Jeanne Weaver. - Matt Frewer como General Bressler - Ty Olsson como Sargento Clemons. - Cainan Wiebe como Marshall. - Dale Dye como Coronel Porter. - Terry O'Quinn como Arthur Manchester. |

## Recepción del público
En Estados Unidos, The Price of Greatness fue visto por 3.46 millones de espectadores, de acuerdo con Nielsen Media Research.